# فرانسیس مولرن
فرانسیس مولرن (۲۲ ژانویۀ ۱۹۵۲ - ) دستیار سردبیر نیو لفت ریویو و یکی از اعضای قدیمی هیئت تحریریۀ این مجله (از ۱۹۷۵ تا ۱۹۸۶ و از ۲۰۰۳ تاکنون) است. او در سال ۱۹۵۲ متولد شد و در انیس‌کیلن، ایرلند شمالی بزرگ شد و در یونیورسیتی کالج دوبلین و دانشگاه کمبریج تحصیل کرد. او در دانشگاه‌های ایرلند، ایتالیا، برزیل و ایالات متحده تدریس کرده است. او سال‌ها استاد مطالعات انتقادی در دانشگاه میدلسکس بود و در آنجا ادبیات انگلیسی و تاریخ اندیشه تدریس می‌کرد.

## آثار
آثار او عبارت‌اند از:
- در میان غوغا: فرهنگ، سیاست، روشنفکران (Into the Melee: Culture, Politics, Intellectuals)، ورسو: ۲۰۲۴.
- نقد فرهنگی چیست؟ در مناظره با استفان کولینی (What Is Cultural Criticism? In debate with Stefan Collini )، ورسو: ۲۰۲۴.
- پیکرهای فاجعه: رمان وضعیت فرهنگ (Figures of Catastrophe: The Condition of Culture Novel)، ورسو: ۲۰۱۶.
- فرهنگ/فرافرهنگ (Culture/Metaculture)، روتلج: ۲۰۱۶.
- اکنون مدت زیادی طول می‌کشد: مقالاتی در سیاست فرهنگی (The Present Lasts a Long Time: Essays in cultural politics)، انتشارات دانشگاه کورک: ۱۹۹۸.
- لحظۀ بررسی دقیق (The Moment of 'Scrutiny')، ورسو: ۱۹۷۹.

### ویراستاری
- روبرتو شوارتز، دو دختر و مقالات دیگر (Two Girls and Other Essays)، ورسو: ۲۰۱۲.
- زندگی در سمت چپ: مصاحبه‌هایی با نیو لفت ریویو (Lives on the Left: Interviews with New Left Review )، ورسو: ۲۰۱۱.
- نقد ادبی مارکسیستی معاصر (Contemporary Marxist Literary Criticism)، لانگمن: ۱۹۹۲.
- ریموند ویلیامز، آن‌چه که آمده‌ام بگویم (What I Came to Say)، به همراه جنی بورن تایلور و نیل بِلتون، هاچینسون رادیوس: ۱۹۸۹.

### مقالات نیو لفت ریویو
- فراتر از فرافرهنگ (Beyond Metaculture)، نیو لفت ریویو، شمارۀ ۱۶، ۲۰۰۲.